# Estonia na Letnich Igrzyskach Paraolimpijskich 2008
Estonię na Letnich Igrzyskach Paraolimpijskich 2008 reprezentowało trzech zawodników. Był to piąty start reprezentacji Estonii na letnich igrzyskach paraolimpijskich.

## Zdobyte medale
| Medal  | Zawodnik        | Dyscyplina | Konkurencja                             |
| ------ | --------------- | ---------- | --------------------------------------- |
| · Brąz | Kardo Ploomipuu | · Pływanie | 100 m stylem grzbietowym - S10 mężczyzn |

## Skład reprezentacji

### Pływanie
- Kardo Ploomipuu - 100 m stylem grzbietowym - S10 mężczyzn -  3. miejsce
- Kristo Ringas - 100 m stylem klasycznym - SB13 mężczyzn - 12. miejsce

### Strzelectwo
- Helmut Mand
  - karabin pneumatyczny leżąc SH1 - 32. miejsce
  - karabin dowolny leżąc SH1 - 41. miejsce